# Immobilienmakler
Ein Immobilienmakler ist ein Gewerbetreibender, der eine Gelegenheit für einen Kaufvertrag oder Mietvertrag für Immobilien nachweist oder eine solche Gelegenheit vermittelt und somit als Makler zwischen Eigentümer und Interessenten tätig wird. Kommt durch seine Tätigkeit ein Vertrag zustande, so erhält er eine Provision (auch „Courtage“ genannt), deren Höhe üblicherweise nach dem Kaufpreis bzw. Mietpreis festgelegt wird.
Je nach rechtlichen Rahmenbedingungen des Landes und der Situation auf dem Immobilienmarkt kann der Fall eintreten, dass die Provision nicht vom Auftraggeber des Maklers, sondern von der anderen Vertragspartei bezahlt wird.

## Situation in Deutschland
In Deutschland werden Immobilienmakler je nach Gebiet und Marktlage vom Vermieter bzw. Verkäufer oder vom Mieter bzw. Käufer in Anspruch genommen.
Der deutsche Immobilienmakler benötigt neben der Anmeldung seines Gewerbes in jedem Fall eine behördliche Erlaubnis nach § 34c der Gewerbeordnung zur Ausübung seiner Tätigkeit. Diese Erlaubnis umfasst
- die Vermittlung des Abschlusses (Vermittlungsmakler) oder
- den Nachweis der Gelegenheit zum Abschluss (Nachweismakler)

von Verträgen über
- Grundstücke bzw. Immobilien,
- grundstücksgleiche Rechte,
- vermietete Wohnräume und gewerbliche Räume.

Er erhält für seine erfolgreichen Bemühungen (Erfolgsprinzip) eine Courtage (Maklerprovision). Zur Vermittlung einer Immobilie wird ein Maklervertrag mit dem Anbieter und/oder dem Nachfrager geschlossen. Dieser / diese fungieren als Auftraggeber des Immobilienmaklers. Wesentlicher Inhalt ist das so genannte Provisionsversprechen (Courtage) des oder der Auftraggeber, wenn die Tätigkeit des Maklers den angestrebten Erfolg bewirkt. Der Maklervertrag kann schriftlich, mündlich oder durch konkludentes (schlüssiges) Verhalten abgeschlossen werden.
Als Alternative gibt es selten auch den sogenannten „Festpreismakler“, bei dem das Entgelt nicht vom erfolgreichen Verkauf abhängt.
In den letzten Jahrzehnten sind in Deutschland erste größere Maklerunternehmen entstanden, die überregional tätig werden. Einige von ihnen greifen auf Franchising zurück. Darüber hinaus bieten viele Kreditinstitute, allen voran Volks- und Raiffeisenbanken sowie Sparkassen die Dienstleistungen eines Immobilienmaklers an.
Der Immobilienverband Deutschland IVD Bundesverband der Immobilienberater, Makler, Verwalter und Sachverständigen e. V. ist der größte Verband der Wohnungs- und Immobilienwirtschaft in Deutschland, in dem Immobilienmakler organisiert sind.
Die Bezeichnung Immobilienmakler ist weder geschützt noch bedarf es zur Ausübung eines Nachweises über die fachliche Eignung oder berufliche Ausbildung. Unter dem Aspekt der Gewerbefreiheit kann jeder ein Maklergewerbe anmelden und betreiben. Jedoch fordern auch Fachverbände wie der IVD einen Sach- und Fachkundenachweis für Makler und Immobilienverwalter. Zur Gewerbeanmeldung gem. § 14 GewO (Anzeigepflicht) ist außerdem eine spezielle (Makler-)Erlaubnis nach § 34c Gewerbeordnung nötig, welche z. B. bei Vorstrafen wegen Kapitaldelikten oder einer „nicht geordneten finanziellen Situation“ des Antragstellers verweigert werden kann.
In der Praxis werden in Deutschland drei Arten der Vertretung durch den Immobilienmakler unterschieden:
- Allgemeinauftrag (der Auftraggeber kann weitere Makler einschalten, sowie selbst tätig werden),
- Alleinauftrag (der Auftraggeber darf keine weiteren Makler einschalten, allerdings ist dem Auftraggeber der Eigenverkauf/-kauf weiterhin gestattet) und der
- qualifizierte Alleinauftrag.

Der qualifizierte Alleinauftrag bedeutet für den Makler größtmögliche Sicherheit, da der Auftraggeber nicht selbst tätig werden darf und alle Interessenten für das Objekt an den Makler verweisen muss. Da dies den Verkäufer sehr einschränkt, verlangt die Rechtsprechung, dass die Hinzuziehungs- und Verweisungsregelung zu ihrer Wirksamkeit des individuellen Aushandelns bedarf. Alleinaufträge müssen zum Schutz des Auftraggebers befristet sein.

### Zivilrechtliche Grundlagen
Das Recht des „Zivilmaklers“, zu dem auch der Immobilienmakler gerechnet wird, ist in den §§ 652–654 des Bürgerlichen Gesetzbuches (BGB) geregelt und stammt in seiner Formulierung aus dem Jahr 1896. Konzipiert wurde das Maklerrecht als einseitiges sogenanntes „Glücksgeschäft“. Nach dem Gesetz muss ein mit der Verkaufsvermittlung einer Immobilie beauftragter Makler nichts tun. Der Auftraggeber seinerseits kann den Auftrag jederzeit zurückziehen, die Angebotsbedingungen ändern und auch sonst tun und lassen was er will („Prinzip der Entscheidungsfreiheit des Auftraggebers“). Für eine gewerbsmäßige Maklertätigkeit ist es untauglich, so dass Makler und Auftraggeber in der Regel vom Gesetzesrecht abweichende Vereinbarungen treffen.
Das Maklerrecht ist heute hauptsächlich Richterrecht. Das Problem dabei ist allerdings, dass das Gesetzesrecht trotz seiner offenkundigen Schwächen Leitbildcharakter für die Rechtsprechung hat, so dass ein zu weitgehendes Abweichen vom Gesetz im Rahmen Allgemeiner Geschäftsbedingungen (z. B. beim sogenannten qualifizierten Alleinauftrag) zur Nichtigkeit führt.
Die Maklercourtage wird bei Abschluss des vermittelten Vertrags fällig, so dass jede Vorleistung eines Maklers auf dessen eigenes Risiko erfolgt. Das entspricht im Übrigen auch den üblichen Vereinbarungsinhalten von Alleinaufträgen.

### Maklerausbildung

#### Deutschland
In Deutschland ist lediglich eine behördliche Erlaubnis (§ 34c Gewerbeordnung) erforderlich. Wer eine Erlaubnis beantragt, muss seine persönliche Zuverlässigkeit und geordnete Vermögensverhältnisse nachweisen. Der Antragsteller darf z. B. nicht in den vergangenen fünf Jahren wegen Diebstahl, Betrug oder einer Konkurs- bzw. Insolvenzstraftat verurteilt worden sein. Deutschen Immobilienmaklern bleibt es freigestellt, ob sie sich auf freiwilliger Basis qualifizieren möchten, um zum Beispiel Haftungsfälle zu vermeiden. Eine gesetzlich geregelte Berufsausbildung zum Immobilienmakler existiert nicht. Der Ausbildungsgang, der wesentliche Inhalte des Berufes eines Immobilienmaklers mitabdeckt, ist die dreijährige Ausbildung zum Immobilienkaufmann/-frau. Diese Berufsausbildung schlägt z. B. der IVD als Mindestmaß der Qualifikation für Immobilienmakler vor. Verschiedene Einrichtungen bieten maklerspezifische Schulungen zum Beispiel zum/zur „Geprüften Immobilienmakler“ an. In §34c GewO in Verbindung mit §15b MabV ist eine Weiterbildungsverpflichtung von 20 Stunden innerhalb von drei Jahren vorgeschrieben.

#### Andere Länder
In den meisten westlichen Ländern einschließlich den USA müssen sich Immobilienmakler fachlich qualifizieren, bevor sie den Beruf ausüben können. Eine gewerberechtliche Anmeldung, wie oben dargestellt, genügt nicht, jedoch sind die Anforderungen sehr unterschiedlich. In Österreich zum Beispiel müssen Immobilienmakler eine fundierte Ausbildung, einschließlich einer umfassenden Berufserfahrung nachweisen, und am Ende eine Befähigungsprüfung ablegen, sofern sie nicht bereits einen facheinschlägigen Universitätslehrgang oder einen Fachhochschulstudiengang absolviert haben. In Frankreich müssen Makler ein Hochschulstudium vorweisen und eine Ausbildung bei einem Notar absolvieren, bevor sie sich beruflich betätigen dürfen.

#### Europa
Seit April 2010 gibt es innerhalb der Europäischen Union die Norm DIN EN 15733. Dies ist eine freiwillige Zertifizierung, die Immobilienmaklern europaweite Mindestqualifikationen (Ausbildung zum Immobilienfachwirt) nachweist. Zudem muss sich ein Makler mit diesem EU-Zertifikat an eine umfassende Informationspflicht und einem Moralkodex seinen Kunden gegenüber halten.

### Maklerprovision
Der Provisionsanspruch entsteht, wenn ein Kausalzusammenhang zwischen der Maklertätigkeit und dem Abschluss des Vertrags besteht. Diese Voraussetzung muss im Streitfall der Makler beweisen, beispielsweise durch einen schriftlichen Immobiliennachweis. Die Höhe der Maklerprovision, die in § 652 Abs. 1 BGB als „Maklerlohn“ bezeichnet wird, kann im Rahmen bestimmter gesetzlicher Grenzen grundsätzlich frei verhandelt werden und richtet sich nach der Marktlage, dem Preis der Immobilie sowie den am Markt üblichen Konditionen. Sie beträgt üblicherweise
- bei privaten Immobilienverkäufen in Deutschland regelmäßig zwischen 5,95 und 7,14 % des Kaufpreises (inklusive Umsatzsteuer),
- bei privaten Immobilienvermietungen bis zu zwei Netto-Monatskaltmieten (zuzüglich Umsatzsteuer) (durch das Wohnungsvermittlungsgesetz begrenzt) und
- bei gewerblichen Immobilientransaktionen entsprechend den individuellen Absprachen zwischen Makler und Auftraggeber.

Seit Inkrafttreten des Gesetzes über die Verteilung von Maklerkosten bei der Vermittlung von Kaufverträgen über Wohnungen und Einfamilienhäuser am 23. Dezember 2020 sind die Maklerkosten bei Kaufverträgen über Wohnungen und Einfamilienhäusern zwischen Käufer und Verkäufer zu teilen, und es darf der Anteil für den Käufer nicht höher als der für den Verkäufer sein. Dies gilt nur, wenn der Käufer eine natürliche Person, also ein Verbraucher ist.
Die marktüblichen Prozentsätze der Maklerprovision bei Immobilienverkäufen sind von Bundesland zu Bundesland unterschiedlich. Dabei handelt es sich nicht um gesetzlich verpflichtende Provisionshöhen, sondern sie dienen Maklern und Kunden zur Orientierung:
| Verkäufer („Innenprovision“)                | Käufer („Außenprovision“)                                             | Bundesland |
| ------------------------------------------- | --------------------------------------------------------------------- | --- |
| 0 € (0 %)                                   | 28.560 € (6,0 % zzgl. 19 % MwSt. = 7,14 %)                            | Berlin, Brandenburg |
| 0 € (0 %)                                   | 25.000 € (5,25 % / 6,25 %)                                            | Hamburg |
| 0 € (0 %)                                   | 23.800 (5,0 % / 5,95 %)                                               | Bremen, Hessen |
| 0 € oder 14.280 € (0 % oder 3,0 % / 3,57 %) | 19.040–23.800 oder 14.280 € (4–5 % / 4,76–5,95 % oder 3,0 % / 3,57 %) | Niedersachsen (2 Modelle der Maklerprovision: 1. Verkäufer 0 % und Käufer 4–5 % zzgl. MwSt.; oder 2. Käufer und Verkäufer je 3,0 % zzgl. MwSt.) |
| 9.520 € (2,0 % / 2,38 %)                    | 14.280 € (3,0 % / 3,57 %)                                             | Mecklenburg-Vorpommern |
| 14.280 € (3,0 % / 3,57 %)                   | 14.280 € (3,0 % / 3,57 %)                                             | Baden-Württemberg, Bayern, Nordrhein-Westfalen (NRW), Rheinland-Pfalz, Saarland, Sachsen, Sachsen-Anhalt, Schleswig-Holstein, Thüringen         |

Abhängig von den regionalen Usancen für das private Immobilienmaklergeschäft, wird die Provision
- zwischen Käufer und Verkäufer geteilt (häufig zu gleichen Teilen),
- ausschließlich vom Verkäufer getragen oder
- ausschließlich vom Käufer getragen.

Die Provision des Verkäufers wird in der Branche als Innenprovision, die des Käufers als Außenprovision bezeichnet.
Eine vollständige Innenprovision, auch unter dem Stichwort Bestellerprinzip bekannt, hat die Vorteile, dass
- die Immobilie ohne zusätzliche Maklerprovision für den Käufer angeboten werden kann (also faktisch im Kaufpreis berücksichtigt ist, sofern die Marktsituation dies zulässt),
- der Käufer insofern im Rahmen der Immobilienfinanzierung geringere schwer fremdfinanzierbare Erwerbsnebenkosten hat und
- dies eine ökonomisch effiziente Kostenallokation darstellt, da derjenige, der über die Beauftragung eines Maklers und dessen Auswahl entscheidet, diesen auch bezahlt, so dass ein echter Qualitäts- und Preiswettbewerb entsteht.

Eine vollständige Innenprovision hat scheinbar den Nachteil, dass die Erwerbsnebenkosten, wie u. a. die Grunderwerbsteuer und die Beurkundungskosten, höher ausfallen, da diese sich i. d. R. auf Basis des Wertes der Beurkundung bzw. des Wertes der Gegenleistung berechnen, und diese Werte sich aufgrund der inkludierten Courtage erhöhen können. Diese Sichtweise greift indes insofern zu kurz, als bei einem funktionierenden Markt Immobilien, die ohne Makler vermarktet werden mit solchen konkurrieren, bei denen ein Makler tätig wird, so dass ein Verkäufer, wenn er sich gegen die Beauftragung eines Maklers entscheidet, den Wert der Courtage auf den Kaufpreis aufschlagen und damit selbst vereinnahmen kann.
In seltenen Fällen wird zwischen Verkäufer und Makler eine Mehrerlösvereinbarung getroffen. Hierbei wird neben einer Provision zusätzlich bei Überschreitung eines bestimmten Kaufpreises der Mehrerlös zwischen Makler und Verkäufer nach einem bestimmten vorher vereinbarten Muster aufgeteilt.
Neuerdings steht auch das Geschäftsmodell einer Maklerpauschale („Makler-Flatrate“; „provisionsfreier Makler“) im Raum. Bei diesem Geschäftsmodell wird anstelle der üblichen Maklerprovision ein Fixum für die Vermarktung der zu vermittelnden Immobilie gezahlt. Für diesen Betrag erhält der Kunde Leistungen, die zum Verkauf der Immobilie führen sollen wie z. B. die Marktwerteinschätzung der Immobilie, Anzeigenschaltung und das Führen der Verkaufsverhandlungen bis hin zum Abschluss. Nach erfolgreichem Abschluss werden keine weiteren Kosten fällig, allerdings muss der Verkäufer meist selber einige Leistungen übernehmen (z. B. die Durchführung von Besichtigungen). Der Betrag für diese klar definierte Dienstleistung muss zu Beginn des Auftrages gezahlt werden. Die 100%ige Sicherheit, dass ein Objekt vermittelt wird, hat der Kunde nicht. Es ist demnach keine reine Maklerleistung mehr, sondern eine Dienstleistung der Immobilienvermittlung, die sich in wesentlichen Punkten von der Maklerleistung unterscheidet. Der Maklerverband IVD kritisiert das neue Modell, da für den Betrag seiner Meinung nach nur minimale Leistungen erbracht werden.
Gesetzlich unzulässige Maklergebühren dagegen sind weitere erfolgsunabhängige Vergütungen (z. B. Service- und Übergabegebühren, Verwaltungspauschalen), Besichtigungsgebühren, Provisionsforderungen bereits beim Vorvertrag und vorformulierte Verweisungsklauseln oder Direktverkaufsverbot.
Am 7. Februar 2011 lehnte der Deutsche Bundestag eine Neuregelung der Maklerprovision ab, da eine Änderung ein nicht gerechtfertigter Eingriff in die Vertragsfreiheit sei und regionale Unterschiede nicht berücksichtigt werden.
Am 7. Juni 2013 hat der Bundesrat im Bundestag einen Gesetzesentwurf zur Maklerprovision für Mietwohnungen eingebracht. Demnach soll künftig das „Bestellerprinzip“ für Maklergebühren gelten. Der Immobilienmakler müsse von der Person bezahlt werden, die ihn beauftragt hat. Auf diese Weise sollen vor allem Mieter in Ballungszentren finanziell entlastet werden, da die Maklercourtage dann in den meisten Fällen vom Vermieter zu tragen ist. Das entsprechende Gesetz trat zum 1. Juni 2015 in Kraft.
Am 16. August 2018 wurde bekannt, dass das Justizministerium die Einführung des Bestellerprinzips auch bei zum Kauf angebotenen Immobilien prüft.
Am 14. Mai 2020 verabschiedete die Bundesregierung den Gesetzesentwurf (19/15827), der durch eine deutschlandweit einheitliche Teilung der Maklerprovision zu einer finanziellen Entlastung für private Immobilienkäufer führen soll. Der Verkäufer darf laut dieser neuen Regelung die Maklercourtage nicht mehr vollständig auf den Käufer abwälzen, sondern muss stattdessen mindestens fünfzig Prozent der Kosten selbst übernehmen. Die gleiche Regelung soll gelten, wenn es der Käufer ist, der den Makler beauftragt. Dieses Gesetz trat am 23. Dezember 2020 in Kraft. Die neuen Vorschriften über die „Vermittlung von Kaufverträgen über Wohnungen und Einfamilienhäuser“ finden sich seitdem in den neu eingeführten §§ 656a–656d BGB. Sie gelten also nicht für alle Kaufobjekte, sondern nur für diese explizit genannten Immobilientypen, und auch nur dann, wenn der Käufer des Objektes Verbraucher (Privatperson) ist.

### Besonderheiten bei Wohnimmobilien
Allgemein folgt die Höhe der Courtage dem Angebot und der Nachfrage an Wohnraum im Markt. So übernehmen zum Beispiel viele Vermieter die Courtage, wenn viele Wohnungen in ähnlicher Lage oder im selben Gebäude leer stehen. Umgekehrt werden entsprechend bei großer Nachfrage mehr Wohnungen nur unter Zahlung einer Provision angeboten. Für öffentlich geförderte Wohnungen darf jedoch grundsätzlich keine Courtage vom Mieter verlangt werden. Weiterhin ist es nicht erlaubt, Provision für die Vermittlung von Wohnraum vom Mieter zu verlangen, wenn die als Makler agierende Person zum Zeitpunkt des Vertrages Eigentümer, Verwalter oder Mieter der Mietsache ist oder mit diesem wirtschaftlich verbunden ist. Generell ist dazu bei der Vermittlung von Mietwohnungen die Höhe der Provision auf das zweifache der monatlichen Nettokaltmiete zuzüglich der Mehrwertsteuer begrenzt.
Die genossenschaftlichen und die kommunalen Wohnungsbaugesellschaften bieten ihre Wohnungen ohne Provision an. Auch die meisten Hausverwaltungen und die privaten Wohnungsbaugesellschaften vermieten ihre Wohnungen ohne Makler.

### Maklerprovision im notariellen Kaufvertrag
Wenn Immobilienmakler ihre Rechte auf Courtage im Kaufvertrag absichern, spricht man von der sogenannten Maklerklausel. Die Maklerklausel konstatiert, dass die Vermittlung der Immobilie durch den Makler zustande gekommen ist. Wird die Maklerklausel mit einer Formulierung verwendet, die den Käufer bei Nichtzahlung der Courtage zur sofortigen Zwangsvollstreckung in sein Vermögen unterwirft, ist dies nach Ansicht der Notarkammer nicht angemessen, und widerspricht „den guten Sitten“.
Sofern Käufer von Immobilien entgegen der Empfehlung der Notarkammer eine solche Klausel akzeptieren, sollten sie beachten, dass die Erwähnung des Maklers und dessen Provision im notariellen Kaufvertrag nur dann eine Erhöhung der notariellen Beurkundungsgebühr nach sich zieht, wenn der Verkäufer sich zur Zahlung der Provision dem Makler gegenüber verpflichtet hatte, diese Verpflichtung dann aber vom Käufer übernommen wird. Wenn nur der Käufer eine Maklergebühr leisten muss, erhöht sich damit nicht auch der grunderwerbssteuerpflichtige Gebäudewert, wenn der Käufer den Makler beauftragt hatte. Hierzu genügt der einfache Satz in der Maklerklausel des Kaufvertrages: „Der Käufer hat den Makler beauftragt.“ Fehlt dieser Satz, dann ist die Maklerprovision ggf. grunderwerbsteuererhöhend.

## Situation in Österreich
In Österreich sind Immobilienmakler in der Regel Doppelmakler. Sie werden meist vom Verkäufer beauftragt und auch bezahlt. In der Praxis kommt ein Käufer jedoch nicht ohne Beauftragung an die Daten des Verkäufers, wodurch er ebenfalls zahlen muss. Dadurch ist der Makler jedoch zur beidseitigen Vertretung verpflichtet.
Ebenfalls ist auch die Courtage im Regelfall erst nach erfolgreichem Abschluss eines Verkaufs-, Miet- oder Pachtvertrages fällig. Ausnahmen gibt es beim Alleinvermittlungsauftrag.
Die Vermittlungsprovision für den Verkauf von Immobilien beträgt höchstens:
- Wert bis EUR 36.336 je 4 %
- von EUR 36.336 bis EUR 48.448 = je EUR 1.453
- Wert ab EUR 48.448 je 3 %

### Provision bei Vermittlung von Mietverträgen
Bei der Vermittlung von Mietverträgen sind folgende Höchstprovisionen seit dem 1. September 2010 gesetzlich festgelegt:
Vermittlung von Haupt- und Untermietverträgen über Wohnungen und Einfamilienhäuser (Immobilienmakler ist nicht gleichzeitig Verwalter des Gebäudes)
| Vertragsdauer                              | Vermieter                                                                             | Mieter                                             |
| ------------------------------------------ | ------------------------------------------------------------------------------------- | -------------------------------------------------- |
| unbefristet oder Befristung größer 3 Jahre | 3 BMM (Bruttomonatsmieten), (allenfalls plus 5 % für besondere Abgeltungen gem. § 22) | 2 BMM                                              |
| Befristung bis 3 Jahre                     | 3 BMM, allenfalls plus 5 % für besondere Abgeltungen gem. § 22                        | 1 BMM + 1/2 BMM bei Verlängerung (wenn vereinbart) |

Vermittlung von Haupt- und Untermietverträgen über Wohnungen und Einfamilienhäuser (Immobilienmakler ist gleichzeitig Verwalter des Gebäudes)
| Vertragsdauer                              | Vermieter                                                      | Mieter                                               |
| ------------------------------------------ | -------------------------------------------------------------- | ---------------------------------------------------- |
| unbefristet oder Befristung größer 3 Jahre | 2 BMM, allenfalls plus 5 % für besondere Abgeltungen gem. § 22 | 1 BMM                                                |
| Befristung bis 3 Jahre                     | 2 BMM, allenfalls plus 5 % für besondere Abgeltungen gem. § 22 | 1/2 BMM + 1/2 BMM bei Verlängerung (wenn vereinbart) |
| Befristung bis 2 Jahre                     | 1 BMM, allenfalls plus 5 % für besondere Abgeltungen gem. § 22 | 1/2 BMM + 1/2 BMM bei Verlängerung (wenn vereinbart) |

Vermittlung von Mietverträgen über Geschäftsräume
| Vertragsdauer                              | Vermieter                                                      | Mieter                                                         |
| ------------------------------------------ | -------------------------------------------------------------- | -------------------------------------------------------------- |
| unbefristet oder Befristung größer 3 Jahre | 3 BMM, allenfalls plus 5 % für besondere Abgeltungen gem. § 22 | 3 Bruttomonatsmieten                                           |
| Befristung bis 3 Jahre                     | 3 BMM, allenfalls plus 5 % für besondere Abgeltungen gem. § 22 | 2 BMM + Ergänzung auf 3 BMM bei Verlängerung (wenn vereinbart) |
| Befristung bis 2 Jahre                     | 3 BMM, allenfalls plus 5 % für besondere Abgeltungen gem. § 22 | 1 BMM + Ergänzung auf 3 BMM bei Verlängerung (wenn vereinbart) |

Immobilienvermittlungsprovisionen sind umsatzsteuerpflichtig.

## Situation in der Schweiz
In der Schweiz wird die Tätigkeit eines „Immobilienmaklers“ (Bemerkung: diesen Begriff gibt es aber in der Schweiz nicht) ausschließlich von den Vermietern bzw. Verkäufern bezahlt. Eine Abwälzung der Kosten auf den Mieter ist nach Obligationenrecht (Schweiz) nicht möglich. Sie würde, wie auch die z. B. deutschen Ansätze, als „Wucher“ empfunden. In der Regel werden die Tätigkeiten eines „Immobilienmaklers“ von – qualifizierten – Immobilienverwaltungen von Immobilientreuhändern, Immobilienökonomen oder Kaufleuten ausgeübt.

## Weitere Länder

### Vom Vermieter beauftragte und bezahlte Makler
Neben der Schweiz werden auch in Belgien, Großbritannien, Irland, den Niederlanden und in Norwegen Makler von den Vermietern beauftragt und bezahlt.

### Vom Vermieter beauftragte aber vom Mieter bezahlte Makler
Neben Österreich werden auch in folgenden Ländern die Makler von den Mietern bezahlt (in Klammer Maklerprovision in Prozent der Jahresmiete):
- Finnland: 8,33 Prozent
- Dänemark: 6,25 Prozent
- Frankreich: 4,50 Prozent
- Luxemburg: 8,33 Prozent
- Italien: 3,50 Prozent
- Schweden: 1,75 Prozent

Zum Vergleich:
- Österreich: 22,7 Prozent
- Deutschland: 13,10 Prozent